# Vespa ligata
Vespa ligata är en getingart som beskrevs av Müller 1764. Vespa ligata ingår i släktet bålgetingar, och familjen getingar. Inga underarter finns listade i Catalogue of Life.